# Gallina Houdan

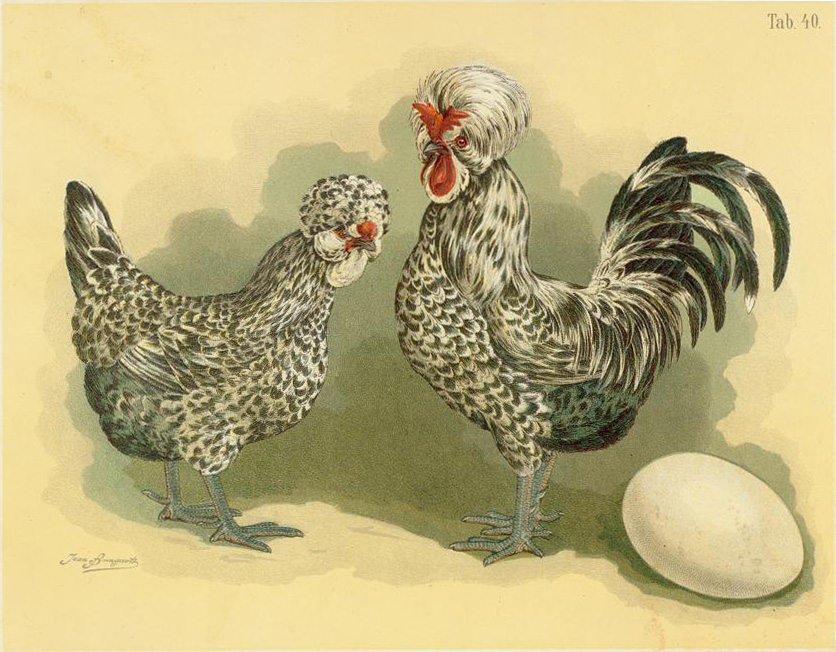
Gallus dom. Barbato cristatus phyllolophus (1885) por Jean Bungartz.

Houdan (en francés, /u'dɑ̃/) es una raza de gallina. Es originaria de la comuna homónima en Yvelines. De esta gallina se aprecia su tierna carne blanca, además de ser ponedora de huevos de gran tamaño (min. 65g). Se trata de una antigua raza ya atestiguada desde el siglo XIV y se popularizó en la primera mitad del siglo XX. Su área de reproducción se restringía a los cantones de Yvelines y Eure-et-Loir.
El gallo pesa unos 3 kg y la gallina 2.5 kg, ambos con un tupido plumaje de negro a blanco moteado, cuerpo ancho, moño enorme y particular cresta con forma de mariposa.